# Mohamed Baccouche
Pour les articles homonymes, voir Famille Baccouche.
Mohamed Baccouche, né en 1833 à Béni Khiar et décédé en 1896 à Tunis, est un général, homme politique et homme d'affaires tunisien.
Proche de Mustapha Khaznadar, Kheireddine Pacha et Mustapha Ben Ismaïl, il joue un rôle influent sur les plans financier, économique et politique dans la deuxième moitié du XIXe siècle.

## Biographie

### Formation
Mohamed Baccouche est le fils d'Amor, propriétaire d'une briqueterie à Béni Khiar, issu d'une famille d'arboriculteurs d'origine andalouse installée en Tunisie au XVIe siècle. Mohamed reçoit une éducation moderne : il étudie l'ingénierie et effectue un stage de fin d'études dans le nord de la France, où il participe à la construction d'une voie ferrée. Il y fait la connaissance de riches banquiers anglais, français et allemands, notamment le baron Frédéric Émile d'Erlanger, riche banquier et emprunteur du bey de Tunis. De retour en Tunisie, il envisage de se lancer dans les travaux publics et cherche un financier, le richissime caïd et fermier fiscal Hamida Ben Ayed dont il épouse la fille, Mamiya.

### Carrière politique
Baccouche entame une carrière politique sous le règne d'Ahmed Ier Bey : il est nommé colonel, général de division puis devient premier secrétaire du grand vizir Mustapha Khaznadar en 1860. Il est nommé ensuite à la tête de la quatrième section de l'État, comme conseiller et directeur au ministère des Affaires étrangères avec rang de ministre,, et occupe la charge de caïd-gouverneur.

### Homme d'affaires
Baccouche et son beau-père s'associent pour monter une société qui est chargée d'aménager les boulevards enserrant la médina de Tunis, en démolissant les remparts intérieurs, et participe à la rénovation du système d'adduction en eau potable de Tunis. En 1872, l'entretien de celui-ci est concédé pour trente ans à Baccouche et d'autres associés, les généraux Rustum, Mohamed et Husseïn. Le 17 septembre 1884, en son nom et au nom de ses associés, il cède les droits obtenus à la Régie cointéressée des eaux de Tunis, représentée par la maison Durand et Compagnie de Paris.
Dans la deuxième moitié du XIXe siècle, Mohamed Baccouche devient l'un des hommes les plus riches du pays,. Il suit le modèle bourgeois européen et possède de nombreux biens, dont trois palais dans la médina de Tunis, à l'Ariana et à Sidi Bou Saïd, où il donne de fastueuses réceptions.

### Descendance
D'une famille villageoise moyenne, les Baccouche deviennent l'une des grandes familles tunisoises ; ses fils suivent des études poussées et modernes et entreprennent des carrières dans l'administration beylicale, notamment Slaheddine (caïd et ministre), Mohamed-Salah (caïd-gouverneur puis président de l'administration des Habous), Abdesselam (poète et linguiste) et Omar (conseiller municipal et gérant des biens du baron Rodolphe d'Erlanger).